# Beyazıd Pascià
Beyazıd Pascià o Bayezid Pascià conosciuto anche come Amasyalı Beyazıd Pascià (Amasya, ... – Sazlıdere, luglio 1421) è stato un politico ottomano di origine albanese. Fu il primo albanese ed il primo musulmano dei Balcani a diventare Gran Visir dello stato ottomano.

## Biografia
Bayezid è nato ad Amasya come figlio di Amasyalı Yahşi Bey, guadagnandosi l'epiteto Amasyalı, che significa "da Amasya". Era di origine albanese. È cresciuto nel palazzo imperiale. Mentre Bayezid era sultano, ha servito in varie posizioni militari. Quando il figlio di Bayezid I, il futuro sultano Mehmed I (allora noto come Mehmed Çelebi), era un governatore provinciale, Bayezid Pascià servì come uno dei suoi consiglieri principali.
Dopo la disastrosa battaglia di Ankara nel 1402, quando Tamerlano sconfisse l'Impero Ottomano e fece prigioniero il sultano Bayezid I, Bayezid Pascià salvò il quindicenne Mehmed Çelebi dalle forze timuridi e lo portò nella sua città natale di Amasya. Dopo il successivo interregno ottomano nel 1413, quando Mehmed Çelebi sconfisse definitivamente le pretese al trono dei suoi fratelli, Bayezid Pascià divenne il gran visir ufficiale sotto l'ormai sultano Mehmed I.
Sotto Mehmed I, Bayezid Pascià represse la ribellione dello sceicco Bedreddin nel 1420.
Dopo la morte di Mehmed I il 26 maggio 1421, su richiesta di Mehmed, Bayezid Pascià mantenne segreta la morte del sultano per i 40 giorni che ci vollero suo figlio e successore Murad II per arrivare nella capitale per salire al trono. Questa mossa era al fine di evitare una guerra civile in un impero ancora vacillante da quello dell'Interregno ottomano.
Nel luglio 1421, solo due mesi dopo l'incoronazione di Murad II, Bayezid Pascià, ancora gran visir, fu inviato a guidare un esercito contro la ribellione di Mustafa Çelebi, zio di Murad II. Le forze di Bayezid si incontrarono con Mustafa nell'area del futuro villaggio di Sazlıdere a Keşan, nei pressi di Edirne, nella Tracia centrale. Nel bel mezzo della battaglia, le forze di Bayezid Pascià lo abbandonarono e si unirono alle forze di Mustafa Çelebi, costringendolo ad arrendersi. L'alleato di Mustafa, Junayd di Aydin, diffidente nei confronti di Bayezid, esortò Mustafa a giustiziarlo, cosa che Mustafa fece prontamente decapitandolo. Tuttavia, Junayd risparmiò il fratello di Bayezid, Hamza Bey, che nel 1425 lo ha vendicato  facendo giustiziare Junayd e la sua famiglia. La tomba di Bayezid Pascià si trova nel sito di Sazlıdere.